# Kreuzer Yacht Club Deutschland
Der Kreuzer Yacht Club Deutschland e. V. (KYCD) ist ein Verein und Interessenvertretung der Fahrtenwassersportler in Deutschland. Er ging 1998 durch Abspaltung aus der Kreuzerabteilung des Deutschen Segler-Verband hervor. Mitglieder können Vereine und Einzelpersonen werden. Er ist damit sowohl Verein als auch Fachverband.

## Geschichte
Der Deutsche Kreuzer-Yacht-Verband wurde am 19. März 1911 im Berliner Central-Hotel durch 56 Segler gegründet. Er sollte sich besonders um die Belange der Fahrtensegler kümmern. Insbesondere sollten Mitglieder mit Informationen für ihre Fahrten versorgt werden. Er bildete damit einen Gegensatz zum Deutschen Segler-Verband (DSV), der im Schwerpunkt Regattasegeln betrieb. 1917 fusionierten beide Verbände unter dem Deutschen Segler-Verband und der Deutsche Kreuzer-Yacht-Verband wurde die Kreuzer-Abteilung des DSV. Aufgrund Streit um die Ausrichtung der Kreuzerabteilung des DSV verließen im Jahr 1998 rund 3500 Mitglieder die Kreuzerabteilung des DSV und bildeten den Kreuzer Yacht Club Deutschland als eigenständigen Verein außerhalb des DSV. Der ausgetretene Obmann der Kreuzerabteilung wurde erster Vorsitzender des KYCD. Im Verlauf seines Bestehens entwickelte sich der KYCD zu einem Fachverbandes für den Bereich Fahrtenwassersport.
In den letzten Jahren gab es eine Annäherung beider Verbände mit einer Kooperationsvereinbarung zwischen der Kreuzerabteilung des DSV und des KYCD im Rahmen der Ausbildung. Seitdem bieten beide Verbände Kurse gemeinsam an.

## Organisation und Mitglieder
Der Verein ist bundesweit aktiv und Mitglieder können sowohl natürliche Personen als auch Vereine werden. Der Verein bietet Informationen und Ausbildung im Bereich des Fahrtenwassersport an. Die Zeitschrift Segeln ist das offizielle Mitteilungsorgan des Vereins.